# Списак права на пренос Европског првенства у фудбалу 2020.
Европско првенство у фудбалу 2020. био је фудбалски турнир који је одржан у јуну и јулу 2021. године. Учествовале су 24 репрезентације чланице УЕФА. Првенство се путем телевизија и радио-станица емитовало широм свијета.